# Dolina Kościeliska

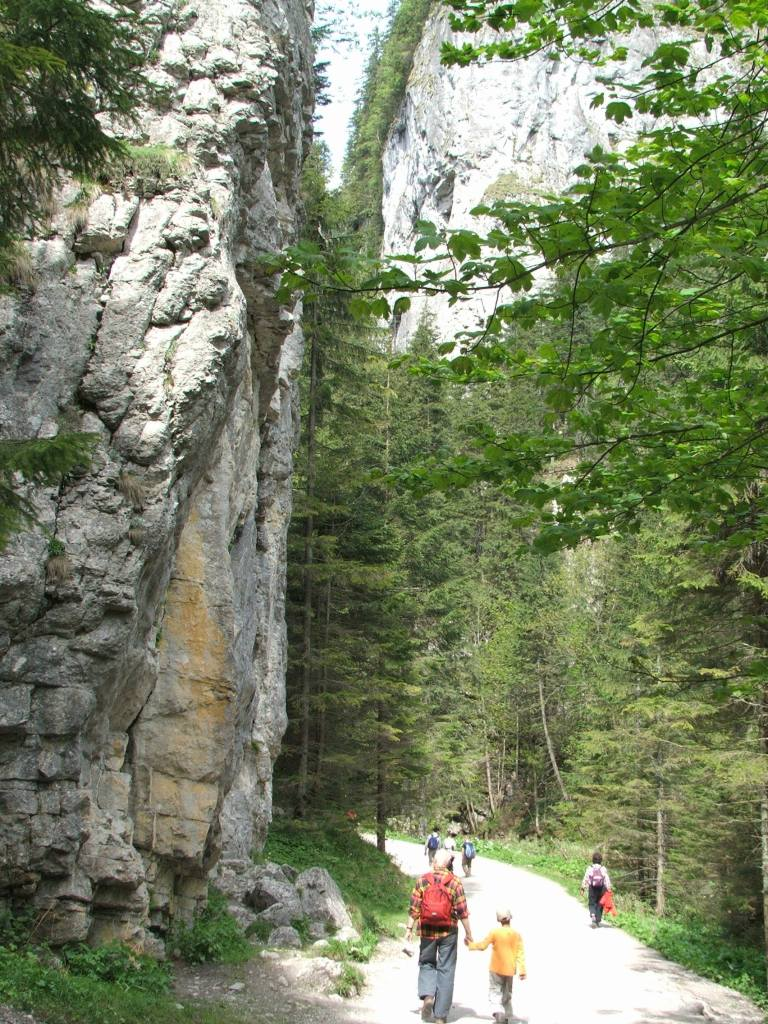
Mittleres Tor

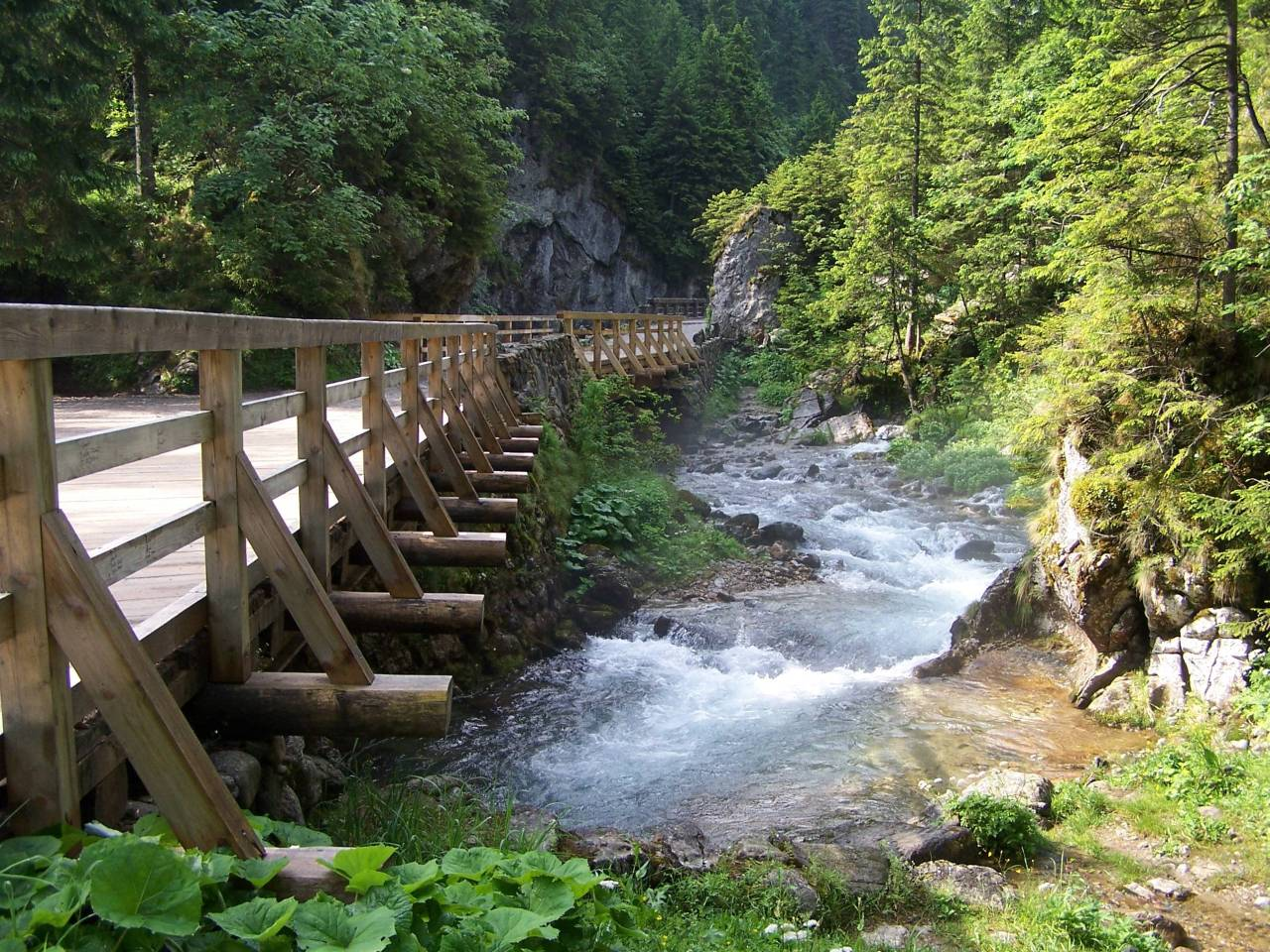
Kościeliski Potok

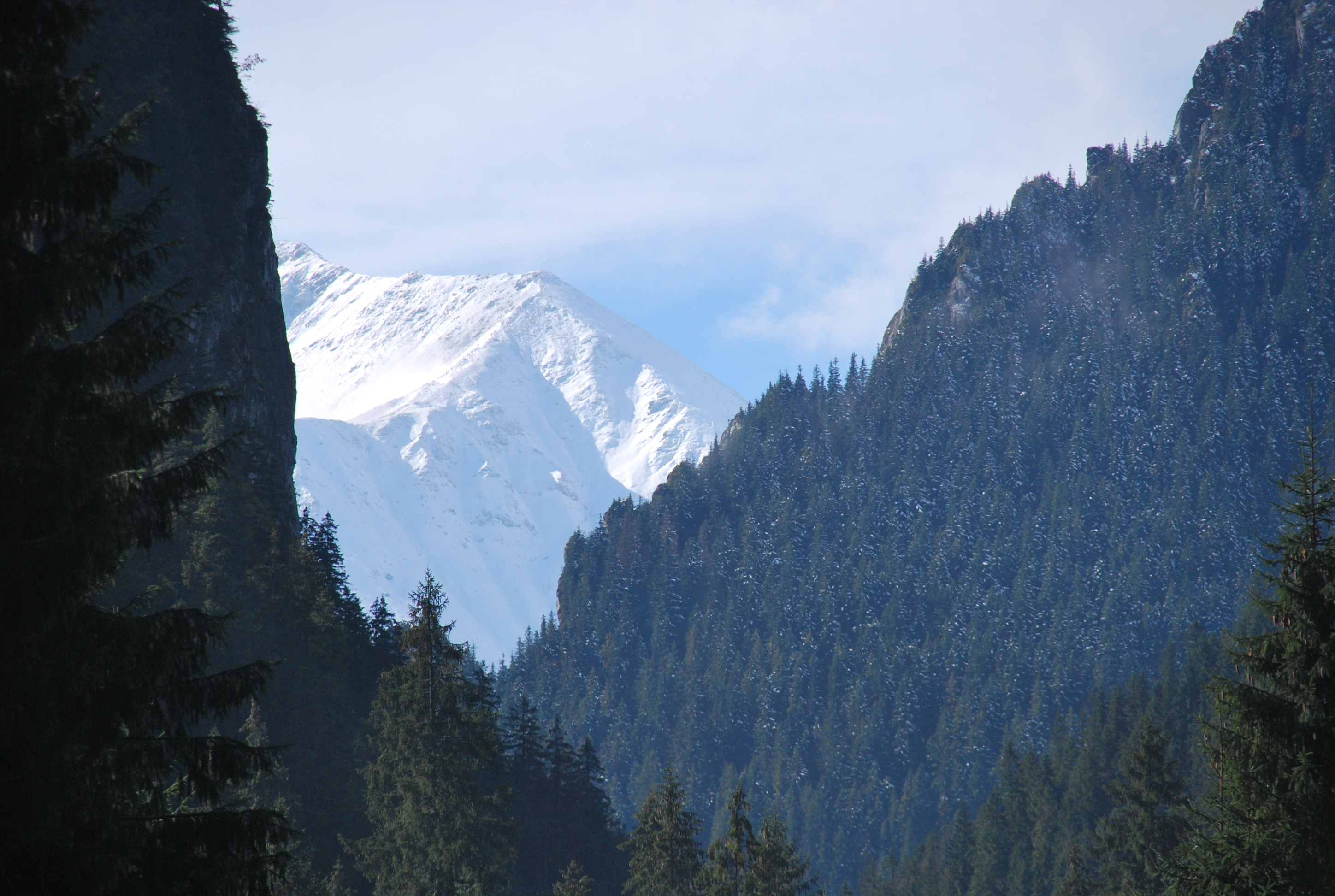
Bystra (höchster Gipfel der Westtatra) und Błyszcz vom Tal

Die eiszeitlich durch Gletscher geformte Dolina Kościeliska ist ein Tal in der polnischen Westtatra in der Woiwodschaft Kleinpolen.

## Geographie
Das Tal ist rund neun Kilometer lang und von über 2159 Meter hohen Bergen umgeben, u. a. dem Massiv des Błyszcz. Es hat eine Fläche von etwa 35 Quadratkilometern. Das Tal reicht bis an den Hauptkamm der Tatra.
Das Tal fällt von Süden nach Norden von etwa 2159 Höhenmetern auf 927 Höhenmeter herab. Es wird vom Kościeliski Potok durchflossen. Die Gewässer des Tals fließen zu einem Teil unterirdisch. Das Tal öffnet sich im Vortatragraben auf dem Gebiet des Kościeliskoer Stadtteils Kiry, der im unteren Teil des Tals liegt.
Das Tal hat zahlreiche Seitentäler, unter anderem:
- Dolina Miętusia
- Dolina Tomanowa
- Dolina Pyszniańska
- Żleb pod Wysranki
- Wąwóz Kraków
- Wściekły Żleb
- Zastolański Żleb
- Dolinka Iwanowska
- Dolina Smytnia

Im Tal gibt es drei Felstore Niżnia Kościeliska Brama, Pośrednia Kościeliska Brama und Wyżnia Kościeliska Brama. Es treten zahlreiche Höhlen und andere Karsterscheinungen auf. Viele der Höhlen im Tal sind für Touristen zugänglich, unter anderem Jaskinia Mroźna, Smocza Jama, Jaskinia Mylna, Jaskinia Raptawicka und Jaskinia Obłazkowa.

## Etymologie
Der Name lässt sich übersetzen als „Tal des Kościelisko“. Der Name rührt von dem Ort Kościelisko, in dem das Tal liegt. Dessen Name lässt sich wiederum als der „Kirchheim“ oder der „Kirchenheim“ übersetzen.

## Flora und Fauna
Das Tal liegt oberhalb und unterhalb der Baumgrenze und wird im oberen Bereich von Bergkiefern und im unteren Bereich von Nadelwald bewachsen. Das Tal ist Rückzugsgebiet für zahlreiche Säugetiere und Vogelarten.

## Klima
Im Tal herrscht Hochgebirgsklima.

## Wirtschaft
Im Tal wurde bereits im 15. Jahrhundert wurde Silber, Kupfer und Antimon abgebaut. Ab dem 18. Jahrhundert kam Eisenerz hinzu. Im Tal entstand der Ort um die Hütte Stare Kościeliska. Von der Kirche im Ort stammt der Name des Ortes Kościelisko und des Tals. Im Tal hausten Räuberbanden. Während des Zweiten Weltkriegs und im frühen Stalinismus zogen sich Widerstandskämpfer in das Tal zurück.
Vor der Errichtung des Tatra-Nationalparks im Jahr 1954 wurde das Tal für die Almwirtschaft genutzt. Danach wurden die Eigentümer der Almen enteignet bzw. zum Verkauf gezwungen. Ehemalige Almhütten befinden sich noch im Tal.

## Tourismus
Durch das Tal führen zahlreiche Wanderwege von den umgebenden Bergpässen und Gipfeln. 
- ▬ ein rot markierter Wanderweg vom Tal auf den Ciemniak und weiter über den Hauptklamm in die Hohe Tatra
- ▬ Ścieżka nad Reglami: ein schwarz markierter Wanderweg vom Tal in den Zakopaner Stadtteil Kuźnice
- ▬ ein schwarz markierter Wanderweg vom Tal auf den Przysłop Kominiarski
- ▬ ein schwarz markierter Wanderweg vom Tal zur Höhle Jaskinia Mroźna
- ▬ ein blau markierter Wanderweg vom Tal auf die Alm Hala Stoły
- ▬ ein gelb markierter Wanderweg vom Tal über die Schlucht Wąwóz Kraków zur Höhle Smocza Jama
- ▬ ein schwarz markierter Wanderweg vom Tal zur Höhle Jaskinia Raptawicka
- ▬ ein rot markierter Wanderweg vom Tal zu den Höhlen Jaskinia Obłazkowa und Jaskinia Mylna
- ▬ ein schwarz markierter Wanderweg vom Tal zum Bergsee Smreczyński Staw
- ▬ ein grüner markierter Wanderweg vom Tal auf den Ciemniak
- ▬ ein gelb markierter Wanderweg vom Tal in das Tal Dolina Chochołowska

Im Tal verkehren Pferdekutschen im Sommer und Pferdeschlitten im Winter.
Im Tal befindet sich eine Schutzhütte, die Ornak-Hütte. 
Im Tal befinden sich mehrere Kapellen und Wegkreuze, unter anderem die Räuberkapelle und das Kreuz Krzyż Pola.

## Panorama

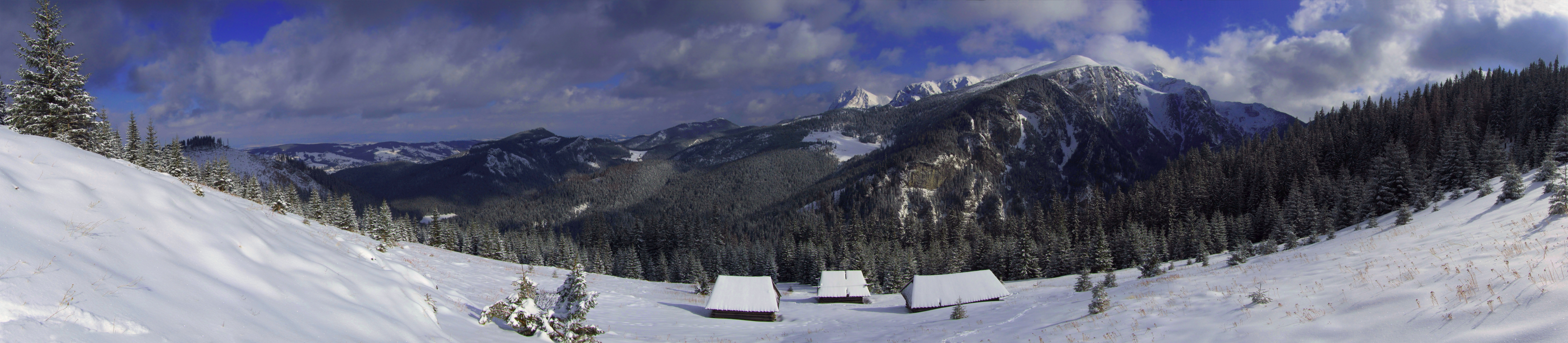
Panorama von der Alm Hala Stoły